# Aérodrome de Kpong
L'aérodrome de Kponges est un aérodrome à Kpong au Ghana. Il a ouvert ses portes en novembre 2005. C'est l'aérodrome privé le plus fréquenté d'Afrique de l'Ouest, avec des mouvements d'aviation légère actifs la plupart des jours.Il possède deux pistes en herbe, la 19/01 (800 m) et la 29/11 (200 m), situées à 3 km au sud du petit lac créé par le barrage de Kpong, dans la région orientale du Ghana, et à 50 km au nord de Tema,,,.

## Situation
| Tamale Accra Kumasi Wa Sunyani Takoradi |